# 泉南市立一丘小学校
泉南市立一丘小学校（せんなんしりつ いちおかしょうがっこう）は、大阪府泉南市にある公立小学校。
隣接して泉南市立一丘幼稚園がある。

## 沿革
- 1973年6月13日 - 泉南市立新家小学校から分離し開校。

## 交通
- 西日本旅客鉄道（JR西日本）阪和線 新家駅から西へ472m